# Макгири, Лиам
Лиам Макгири (англ. Liam McGeary; 4 октября 1982, Кингс-Линн) — английский боец смешанного стиля, представитель полутяжёлой весовой категории. Выступает на профессиональном уровне начиная с 2010 года, известен по участию в турнирах бойцовской организации Bellator, владел титулом чемпиона Bellator в полутяжёлом весе. Входил в десятку сильнейших бойцов полутяжёлого веса по версии сайта Sherdog.

## Биография
Лиам Макгири родился 4 октября 1982 года в городе Кингс-Линн графства Норфолк. Практиковал бразильское джиу-джитсу, состоял в ассоциации Gracie Barra и команде знаменитого бразильского борца Рензу Грейси, получил коричневый пояс по БЖЖ от своего наставника Джона Денахера. Выступал на чемпионате Лондона и на чемпионате мира по бразильскому джиу-джитсу.
Заниматься смешанными единоборствами начал в 2009 году, первое время выступал на любительском уровне, одержав одну победу и потерпев одно поражение. Дебютировал среди профессионалов в мае 2010 года, заставив своего соперника сдаться с помощью «рычага локтя». Во втором своём поединке завоевал титул чемпиона Великобритании по версии ICO, после чего уехал драться в США, где провёл успешный бой на турнире промоушена Ring of Combat.
Имея в послужном списке три победы и ни одного поражения, в 2013 году Макгири привлёк к себе внимание крупной американской организации Bellator MMA и дебютировал здесь с победы техническим нокаутом. Затем выиграл ещё два поединка, а в 2014 году попал в число участников турнира-восьмёрки Summer Series — на стадиях четвертьфиналов и полуфиналов нокаутировал Майка Мучителли и Эгидиюса Валавичюса, тогда как в решающем финальном поединке взял верх над Келли Анундсоном, применив на нём «обратный треугольник». Выиграв турнир на выбывание, удостоился права оспорить титул чемпиона Bellator, который на тот момент принадлежал американцу Эмануэлю Ньютону — в общей сложности Макгири 11 раз пытался заставить Ньютона сдаться разными борцовскими приёмами, но их противостояние в итоге продлилось все пять раундов, и победу он одержал единогласным судейским решением, став новым чемпионом организации.
В сентябре 2015 года Лиам Макгири успешно защитил полученный чемпионский пояс, остановив «треугольником» знаменитого ветерана Тито Ортиса. Больше года не выходил в клетку из-за травмы колена, в ноябре 2016 года вернулся в ММА и встретился с новым претендентом, ветераном UFC Филом Дэвисом, которому уступил по очкам в пяти раундах, лишившись тем самым чемпионского титула. В феврале 2017 года техническим нокаутом во втором раунде победил бывшего регбиста Бретта Макдермотта.
В феврале 2018 года техническим нокаутом в третьем раунде проиграл россиянину Вадиму Немкову.

## Статистика в профессиональном ММА
| Боёв 17  | Побед 13 | Поражений 4 |
| -------- | -------- | ----------- |
| Нокаутом | 7        | 2           |
| Сдачей   | 5        | 1           |
| Решением | 1        | 1           |

| Результат | Рекорд | Соперник          | Способ                              | Турнир                     | Дата             | Раунд | Время | Место                       | Примечание                                                   |
| --------- | ------ | ----------------- | ----------------------------------- | -------------------------- | ---------------- | ----- | ----- | --------------------------- | ------------------------------------------------------------ |
| Поражение | 13-4   | Фил Дэвис         | TKO (сдача)                         | Bellator 220               | 27 апреля 2019   | 3     | 4:11  | Сан-Хосе, США               |                                                              |
| Победа    | 13-3   | Мухаммед Лаваль   | TKO (удары руками)                  | Bellator 213               | 15 декабря 2018  | 3     | 0:53  | Гонолулу, США               |                                                              |
| Поражение | 12-3   | Вадим Немков      | TKO (удары ногами)                  | Bellator 194               | 16 февраля 2018  | 3     | 4:02  | Анкасвилл, США              |                                                              |
| Поражение | 12-2   | Линтон Васселл    | Сдача (треугольник руками)          | Bellator 179               | 19 мая 2017      | 3     | 2:28  | Лондон, Англия              |                                                              |
| Победа    | 12-1   | Бретт Макдермотт  | TKO (остановлен врачом)             | Bellator 173               | 24 февраля 2017  | 2     | 1:06  | Белфаст, Северная Ирландия  |                                                              |
| Поражение | 11-1   | Фил Дэвис         | Единогласное решение                | Bellator 163               | 4 ноября 2016    | 5     | 5:00  | Анкасвилл, США              | Лишился титула чемпиона Bellator в полутяжёлом весе.         |
| Победа    | 11-0   | Тито Ортис        | Сдача (обратный треугольник)        | Bellator 142: Dynamite 1   | 19 сентября 2015 | 1     | 4:41  | Сан-Хосе, США               | Защитил титул чемпиона Bellator в полутяжёлом весе.          |
| Победа    | 10-0   | Эмануэль Ньютон   | Единогласное решение                | Bellator 134               | 27 февраля 2015  | 5     | 5:00  | Анкасвилл, США              | Выиграл титул чемпиона Bellator в полутяжёлом весе.          |
| Победа    | 9-0    | Келли Анундсон    | Сдача (обратный треугольник)        | Bellator 124               | 12 сентября 2014 | 1     | 4:47  | Плимут, США                 | Финал турнира Summer Series 2014 в полутяжёлом весе.         |
| Победа    | 8-0    | Эгидиюс Валавичюс | TKO (удары)                         | Bellator 122               | 25 июля 2014     | 1     | 2:10  | Темекьюла, США              | Полуфинал турнира Summer Series 2014 в полутяжёлом весе.     |
| Победа    | 7-0    | Майк Мучителли    | KO (удар рукой)                     | Bellator 118               | 2 мая 2014       | 1     | 0:22  | Атлантик-Сити, США          | Четвертьфинал турнира Summer Series 2014 в полутяжёлом весе. |
| Победа    | 6-0    | Наджим Вали       | Сдача (рычаг локтя)                 | Bellator 108               | 15 ноября 2013   | 1     | 1:31  | Атлантик-Сити, США          |                                                              |
| Победа    | 5-0    | Бо Триболе        | KO (удар рукой)                     | Bellator 100               | 20 сентября 2013 | 1     | 0:27  | Финикс, США                 |                                                              |
| Победа    | 4-0    | Энтон Таламентес  | TKO (удары)                         | Bellator 95                | 4 апреля 2013    | 1     | 1:18  | Атлантик-Сити, США          |                                                              |
| Победа    | 3-0    | Уолтер Ховард     | KO (удар рукой)                     | Ring of Combat 41          | 15 июня 2012     | 2     | 0:41  | Атлантик-Сити, США          | Бой в промежуточном весе 202 lb.                             |
| Победа    | 2-0    | Шон Ломас         | Сдача (треугольник с рычагом локтя) | Island Rumble 3: Ballistic | 15 октября 2011  | 1     | 1:16  | Сент-Хелиер, Великобритания | Выиграл титул чемпиона ICO British в полутяжёлом весе.       |
| Победа    | 1-0    | Гжегож Янус       | Сдача (рычаг локтя)                 | Battle of Jersey           | 8 мая 2010       | 3     | 4:45  | Сент-Хелиер, Великобритания |                                                              |